# Яковенко, Валентин Петрович
Яковенко Валентин Петрович (род. 10 октября 1945 года) — украинский инженер и агроном

, кандидат экономических наук (2004), бывший народный депутат Украины.
Родился 10 октября 1945 (село Великие Гуляки, Фастовский район, Киевская область) в крестьянской семье; украинец; жена Тамара Архиповна (1948) — техник-технолог; сын Вячеслав (1968) — строитель; дочь Наталья (1974) — экономист.
Образование: Киевский инженерно-строительный институт (1964—1970), инженер-строитель; кандидатская диссертация «Развитие рынка сельскохозяйственной техники и технического сервиса» (Нац. наук. центр «Институт аграрной экономики» УААН, 2004).
Народный депутат Украины 2 созыва с 04.1994 (2-й тур) до 04.1998, Дунаевецкий изб. окр. № 412, Хмельницкая область, выдвинут трудовым коллективом. Член Комиссии по вопросам обороны и государственной безопасности. Член фракции АПУ (до этого — группы «Аграрники Украины»).
- 1962—1963 — ученик, Киевское ТУ № 14.
- 1963—1964 — фрезеровщик, завода имени Королева.
- 1965—1966 — техник УкрНИИпроект, Киев.
- 1966—1981 — от прораба совхоза «Музычанский» Киево-Святошинского района до заместителя директора Киевского специализированного треста овоще-молочных совхозов Министерства совхозов УССР по вопросам капитального строительства.
- С 1981 — начальник Главного управления капитального строительства Министерства плодоовощного хозяйства УССР.
- С 1986 — начальник управления, с 1989 — начальник Главного управления капитального строительства Госагропрома Украины.
- С 1991 — начальник Главного управления капитального строительства Минсельхоза и Минсельхозпрода Украины.
- С 04.1993 — заместитель Министра сельского хозяйства и продовольствия Украины по вопросам капитального строительства и реконструкции.
- 07.1997-02.2000 — заместитель Министра агропромышленного комплекса Украины.
- 02.2000-08.2001 — заместитель Министра, 08.2001-07.2003 — заместитель Государственного секретаря, 07.2003-02.2005 — заместитель Министра аграрной политики Украины.
- С 2005 — заместитель председателя Украинского государственного концерна садоводства, виноградарства и винодельческой промышленности Украины.

Был членом исполкома АПУ (с 03.1997), председатель Киев. городской организации АПУ (с 11.2001).
Академик Академии строительства Украины. Заслуженный строитель Украины (10.1995). Лауреат Государственной премии Украины в области науки и техники (1996). Орден «За заслуги» III степени (01.1996).

## Источник
- Справка